# عبد الرحمن رفيع
عبد الرحمن محمد رفيع (1936 - 11 مارس 2015) شاعر بحريني. 
ولد في المنامة ودرس الحقوق في جامعة القاهرة. عمل مراقبًا للشؤون الثقافية في وزارة الإعلام البحرينية. له دواوين شعرية عديدة وعرف لمزاوجته بين الفصيح والعاميّ في شعره. توفي في مسقط رأسه. 

## سيرته
ولد عبد الرحمن محمد رفيع سنة 1354 هـ / 1936م أو يقال 1357 هـ / 1938م في المنامة ونشأ بها. أنهى تعليمه الابتدائي والثانوي بالبحرين، ثم التحق بكلية الحقوق في جامعة القاهرة، غير أنه قطع دراسته في السنة الثالثة، عائداً إلى بلاده ليعمل معلماً. فعمل ولسنواتٍ طويلة في وزارة الدولة للشئون القانونية، قبل انتقاله إلى وزارة الإعلام مراقباً للشئون الثقافية.

توفي عبد الرحمن رفيع يوم 11 مارس 2015/ 21 جمادى الأولى 1436 عن عمر يناهز الـ 79 عاماً بعد أن تعرَّض لعارض صحي في منتصف ديسمبر 2014 ونقل إلى المستشفى العسكري في البحرين.

## شعره
يعد من شعراء البارزين في القرن العشرين في الخليج وعرف لمزاوجته بين الفصيح والعاميّ في شعره. «وقد اشتهر بآحاد من القصائد العامية الكاريكاتيرية، مثل قصيدة الله يجازيك يا زمان... ربعة الشعريْ ابثمانْ التي تشرّح المجتمع وتتهكم على الغلاء الفاحش، وكذلك قصائد زمان المصخرهْ، وأمي العودة والبنات. وذهبت بعض جمله الشعرية أمثالاً يتداولها سكان الخليج العربي. وهو ما جعل منه شاعر محافل مطلوباً في المناسبات على المستوى الإقليمي الخليجي.»

## مؤلفاته
من دواوينه الشعرية:
- البحار الأربعة، 1971
- الدوران حول البعيد، 1979
- يسألني؟، 1981
- ديوان الشعر الشعبي، 1981
- أوّلها كلام، 1991
- ديوان بحر وعيون، 1987
- العرب ما خلوشي، 1993